# Hasht Behesht

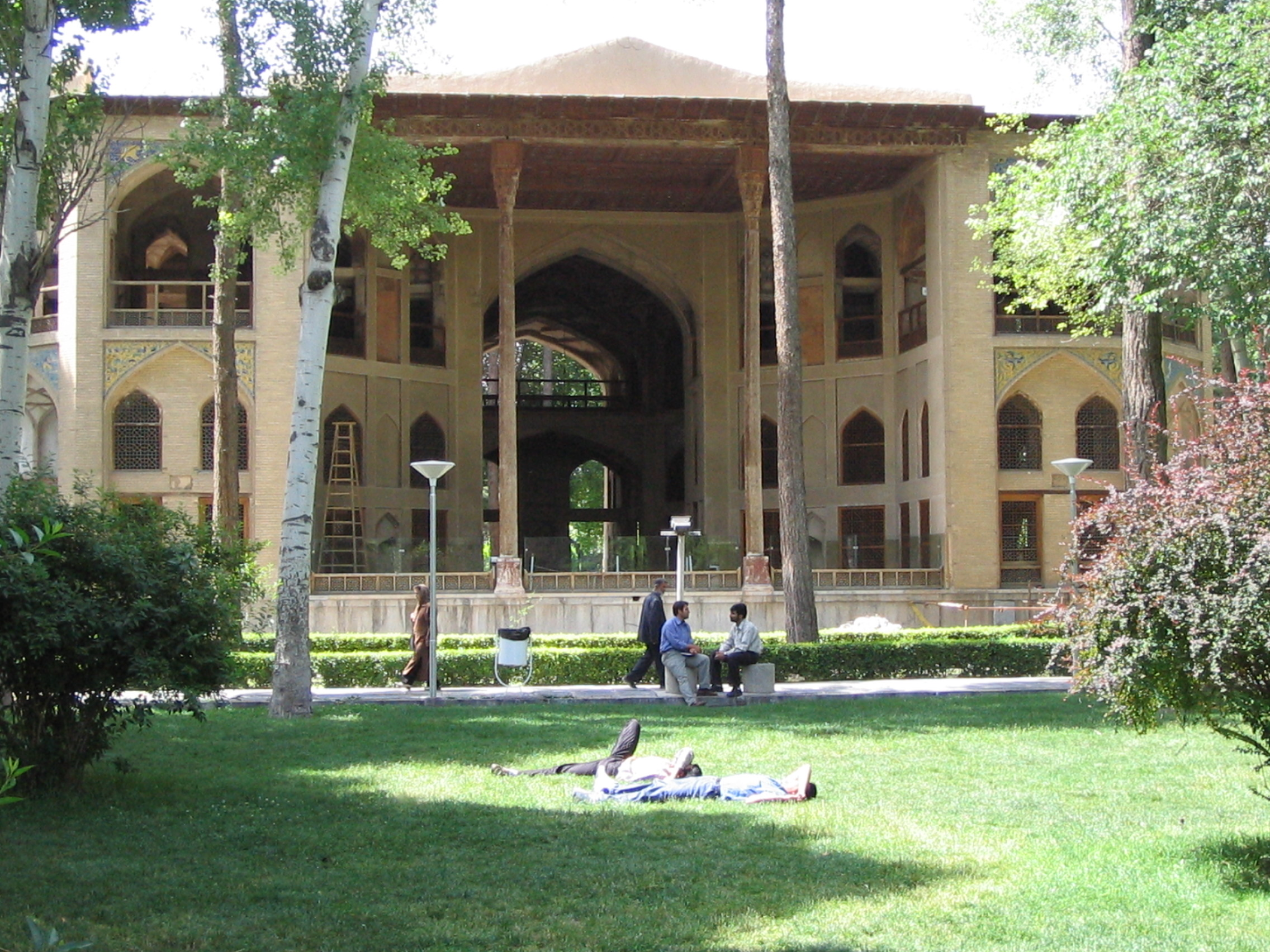
Vista exterior do Hasht Behesht.

O Hasht Behesht ("Palácio Oito Paraísos"), é um palácio do Irão, datado da Era Safávida. Localiza-se na cidade de Isfahan.
O palácio foi construído em 1669 e actualmente está protegido pela Organização do Património Cultural do Irão.

## História e arquitectura

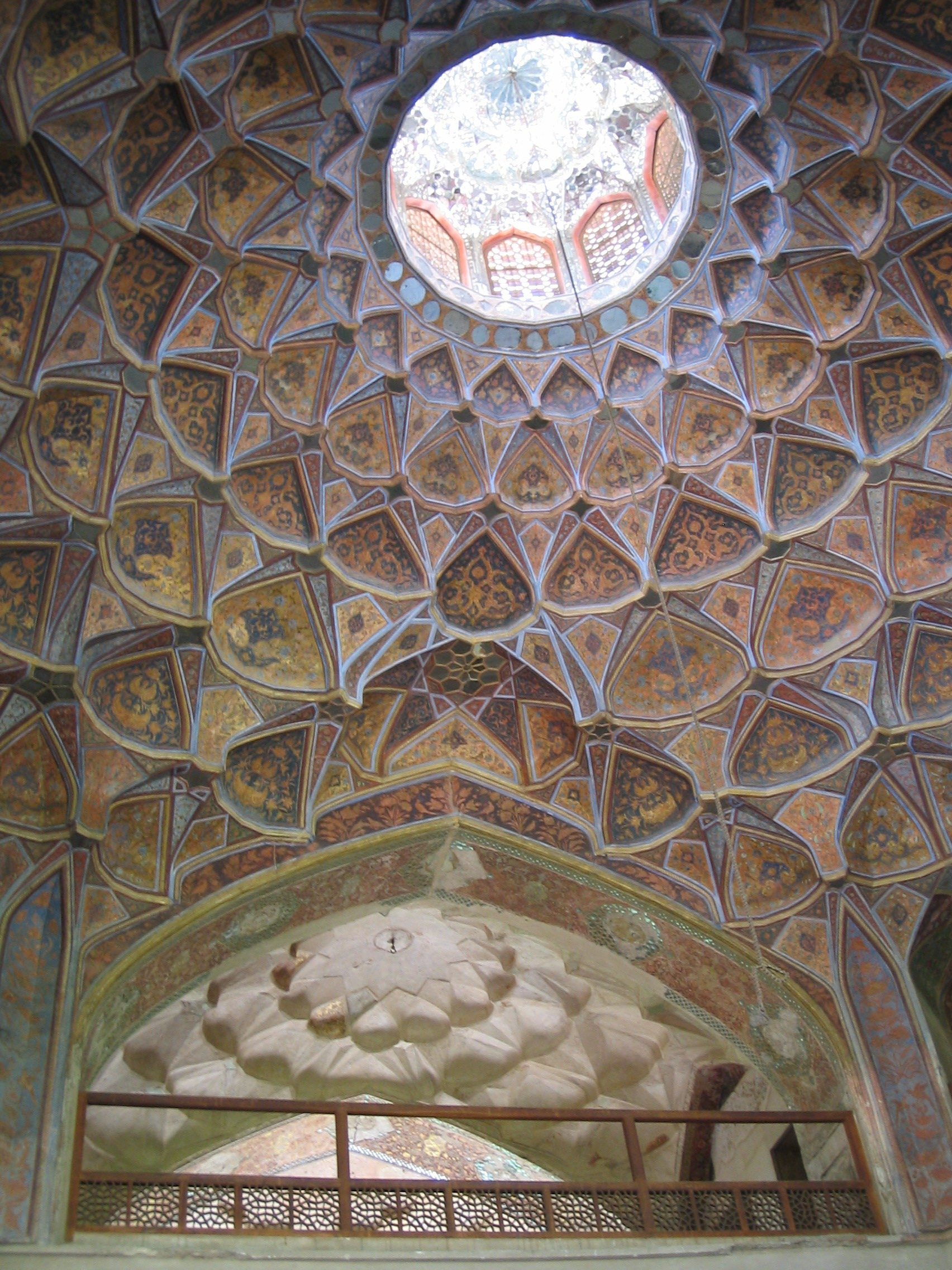
Detalhe do tecto e oculus.

Este palácio, que se ergue no centro do Bagh-e Bulbul (Jardim dos Rouxinóis), é um dos dois únicos pavilhões da era Safávida que resistem em Isfahan. Construído pelo Xá Sulaiman cerca de vinte anos depois do Chihil Sutun, é bastante diferente deste em estilo, apesar de mostrar a mesma preocupação no que diz respeito à interligação entre os espaços interior e exterior. 
Hasht Behesht pode traduzir-se como "Oito Paraísos" e refere-se a um edifício do tipo do palácio Timurid consistindo em dois andares de quatro salas de canto em volta dum espaço central abobadado. Neste palácio, as salas de canto são octogonais, formando sólidos pilares que definem quatro grandes aberturas conduzindo a largos pórticos a sul, leste e oeste e a um iwan a norte. 
A abóbada do espaço central é detalhada com muqarnas polícromas e tapado com uma lanterna. Gravuras oitocentistas revelam que, em tempos, o interior foi coberto por azulejos e pinturas de parede, que foram, entretanto, removidos. Alguns dos mosaicos espelhados originais ainda permanecem na abóbada. 
A abertura do pavilhão para o exterior, com uma grande arcada e um espaço abobadado iluminado a partir do too, é reforçada com uma fonte posicionada sob a abóbada. 
Juntamente com o Ali Qapu e o Chihil Sutun, o Hasht Behesht foi restaurado pelo IsMEO - Istituto Italiano per il Medio ed Estremo Oriente (Instituto Italiano para o Médio e Extremo Oriente) para o NOCHMI - Organização Nacional para Conservação de Monumentos Históricos do Irão. O projecto, concluido em 1977, recebeu um Prémio Aga Khan por Arquitectura em 1980. 

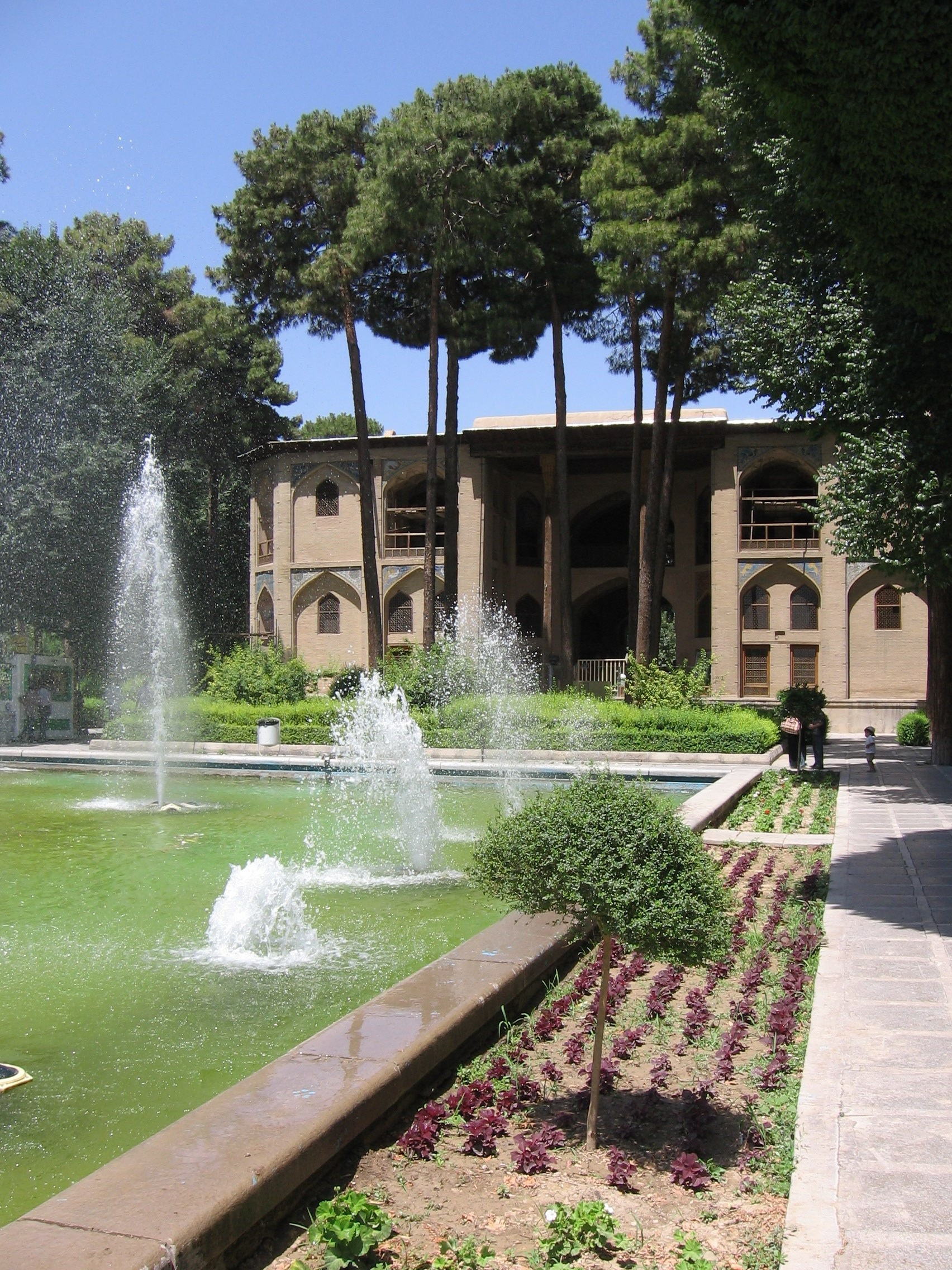
Vista dos jardins.
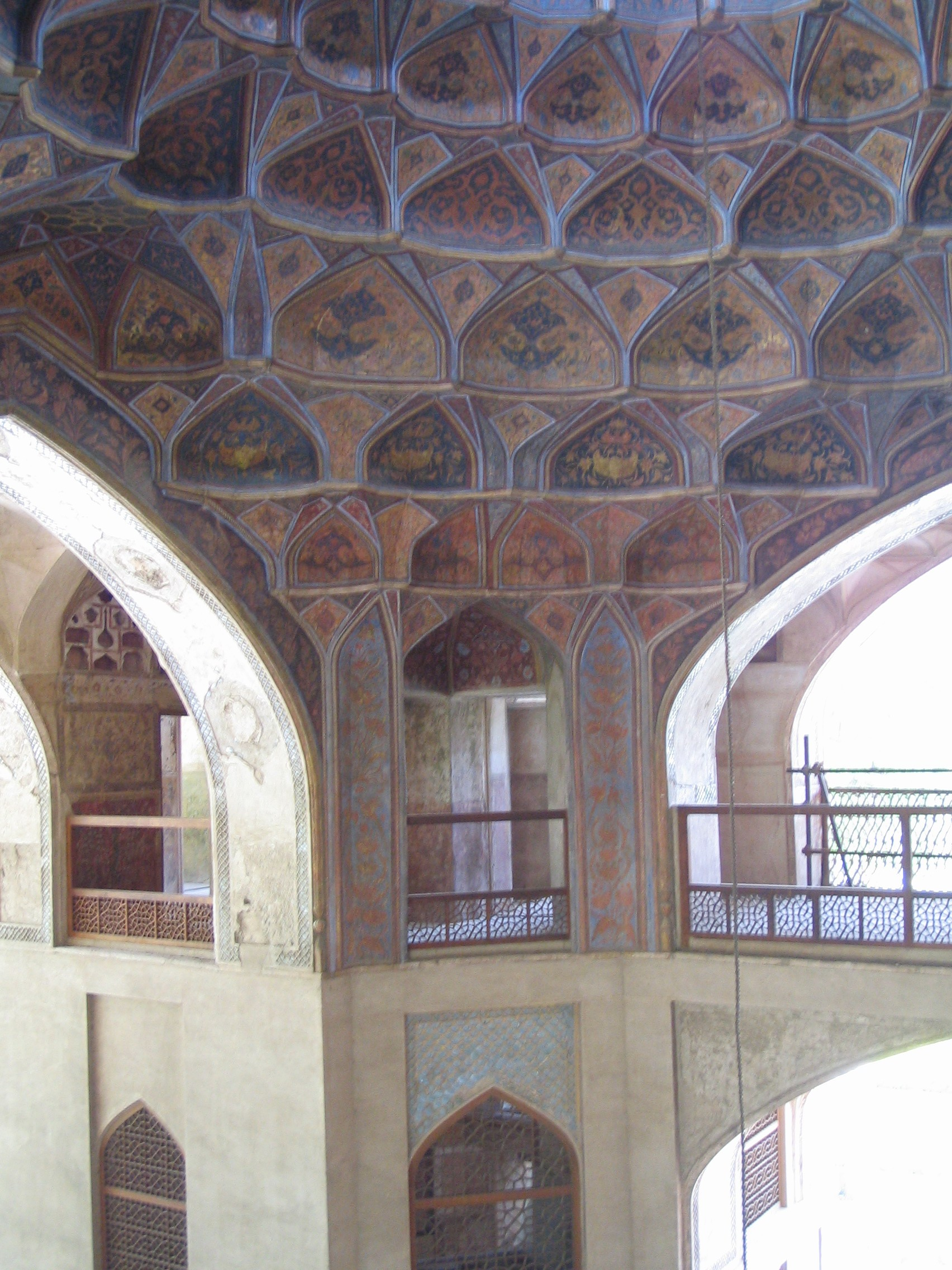
Vista do interior.
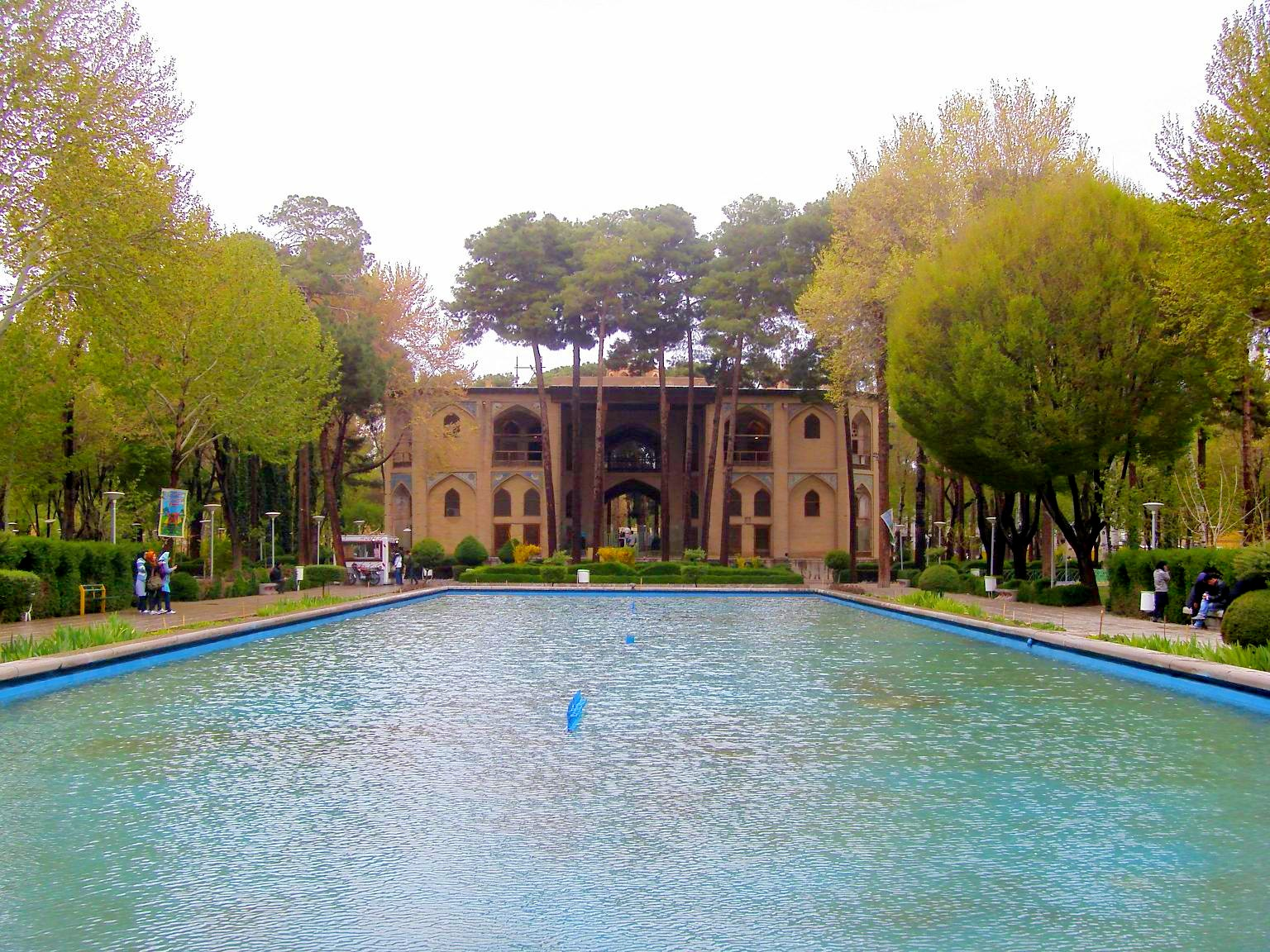
O Hasht Behesht visto através do tanque.